# Catalán capcinés
El capcinés es uno de los subdialectos más peculiares del catalán septentrional, hablado en el Capcir. Presenta un estado de transición hacia el occitano más marcado que el rosellonés. Según Joan Coromines, el capcinés podría representar un estado arcaico del catalán septentrional. El libro Lo que hay que saber de la lengua catalana cita: «el capcinés actual no es más que el rosellonés común de la Edad Media». A pesar de la notable afinidad o continuidad con el occitano, la catalanidad del capcinés es predominante actualmente: peu (y no pè), cadira (y no cadièra), fira (y no fièira), cavall (y no caval), dona (y no femna), ferrer (y no faure), groc (y no jaune), serra (y no ressèga), casa (y no ostal), etc.

## Características
Julián Bernardo Alart indica que en el siglo XIV los roselloneses llamaban "falso latín" al dialecto del Capcir y del País de Saut por su diferencia, sabiendo que pertenecía a las lenguas romances (en el siglo XIII Bernat Desclot calificaba al árabe de "latino" y así es como los catalanes llamaban las lenguas extranjeras). También dice que «y a pesar de la vecindad del Languedoc y del País de Foix, el lenguadociano no ha podido introducir mucho más que algunas locuciones y alterar un poco la pronunciación en algunas parroquias del Capcir».
Es actualmente habla de transición hacia el occitano que ha conocido una presión constante de los subdialectos catalanes vecinos (conflentino y cerdano) desde al menos a finales del siglo XIX, desoccitanizando con el tiempo. Este carácter híbrido hizo que se la integrara en el occitano, lo que indignó el lingüista rosellonés Enric Guiter décadas más tarde.
Hasta el 1789 el obispado de Alet (Aude, Occitania) aseguraba su jurisdicción eclesiástica el Capcir y el obispo de Alet llamaba los rectores de las das aldeas más importantes, Les Angles y Formiguera. Estos curados sólo hablaban occitano y predicaban en la lengua de oc. Los otros poblados del Capcir tenían oficiantes catalanes. Este hecho podría haber originado una diferencia de hablar entre los poblados capcineses y con el resto del catalán septentrional.
El capcinés es un dialecto muy fragmentado con una homogeneidad variable. El norte del capcinés (sobre todo Puigbalador) era probablemente mitad occitano mitad catalán a finales del siglo XIX (basándose en el atlas lingüístico Sacaze de Jordi Costa) y el Atlas Lingüístico del Dominio Catalán) y cuanto más al sur más catalán (Matamala destaca por la ausencia de buen número de particularidades del resto del capcinés) con la excepción notable de Formiguera, que como capital tradicional fue recibiendo más influencias "catalanas".
El capcinés, que comprende todos los poblados del Capcir salvo Matamala, presenta una homogeneidad bastante limitada; globlamente se puede decir que los rasgos "occitanos" son más importantes en el norte que en el sur, aunque el hablar de Les Angles pueda conservar rasgos "septentrionales" que las demás hablas no tienen. El hablar de Matamala es exterior al capcinés aunque presente algunas afinidades en las encuestas de Sacasa o de Guiter. Esta variedad ha sido estudiada en parte (localidad de Formiguera) para Antoni Griera y Gaja y también más tarde por Manuel Sanchis Guarner con respecto al Atlas Lingüístico de la península ibérica (ALPI). El mismo pueblo aparece como punto de encuesta del Atlas Lingüístico del Dominio Catalán.